# Andreas Gursky

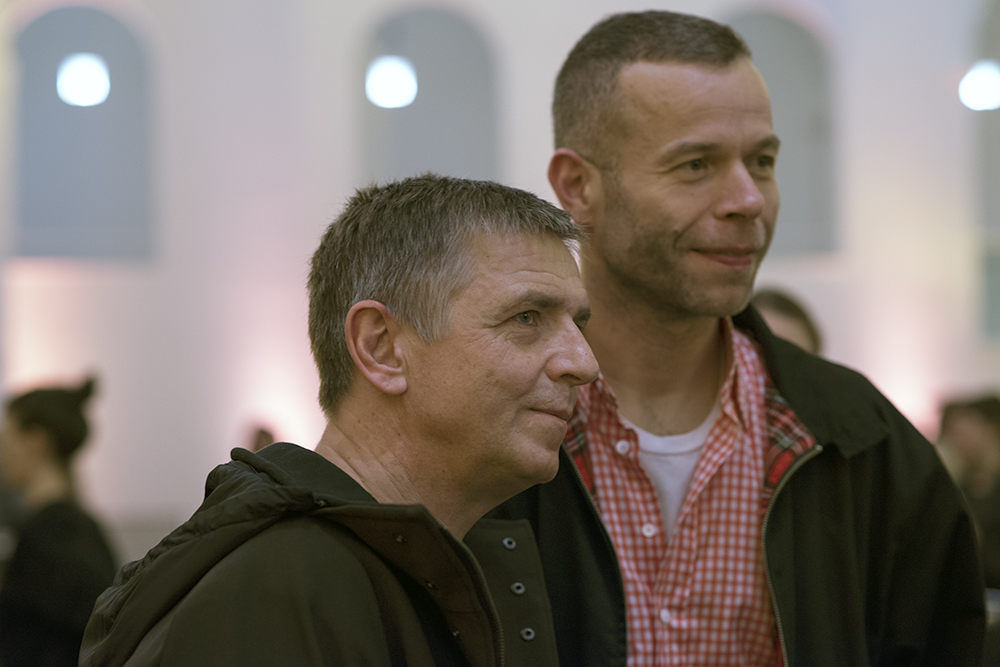
Andreas Gurski en marzo de 2013 en el Museo de Düsseldorf (tras él, el fotógrafo Wolfgang Tillmans)

Andreas Gursky (Leipzig, 15 de enero de 1955) es un fotógrafo alemán conocido fundamentalmente por sus trabajos en gran formato y que trabaja con imágenes en color procesadas digitalmente. Es uno de los fotógrafos más exitosos de la fotografía contemporánea.

## Vida
Andreas Gursky nació en una familia de fotógrafos, ya que tanto su padre, Willy Gursky, como su abuelo Hans (1890–1960) han sido fotógrafos publicitarios. Willy Gursky había dirigido su propio estudio en Leipzig desde 1949, hasta que en 1950 se mudó con su familia desde la República Democrática Alemana hasta la ciudad de Düsseldorf.

## Estudios
De 1978 a 1981 Andreas Gursky estudió Comunicación Visual en la universidad de Duisburg-Essen con Otto Steinert y Michael Schmidt. Al mismo tiempo cursaba estudios en la Academia de Arte de Düsseldorf donde estudió con Bernd Becher y se licenció en el año 1987.
Junto a los fotógrafos Axel Hütte, Jörg Sasse, Thomas Struth, Candida Höfer y Thomas Ruff pertenece al grupo de la Escuela de Becher (‘’Becher-Schüler’’), conocidos como la Escuela de Fotografía de Düsseldorf.
En el año 1980 Andreas se casó con Carol Pilars de Pilar, con la cual tiene un hijo y una hija. Posteriormente contrajo nuevas nupcias con la fotógrafa Nina Pohl, con la que ha realizado parte de su trabajo.

## Exposiciones
- 1985: primera exposición individual en la galería Johnen + Schöttle, Colonia
- 1989: Haus Lange und Haus Esters, Krefeld; Genf, Suiza
- 1992: Kunsthalle de Zurich
- 1994: Deichtorhallen, Hamburgo; De Appel, Ámsterdam; Kunstmuseum Wolfsburg
- 1995: Neuer Portikus, Frankfurt; Tate Gallery Liverpool, Inglaterra
- 1998: Kunsthalle Düsseldorf; Kunstmuseum Wolfsburg; Fotomuseo Winterthur; Milwaukee Art Museum, Milwaukee, USA
- 1999: Scottish National Gallery of Modern Art, Edimburgo; Castello di Rivoli Museo d'Arte Contemporanea, Turín
- 2000: Sprengel Museum Hannover; Busch-Reisinger Museum, Cambridge, USA
- 2001: Museum of Modern Art, Nueva York, USA; Museum of Contemporary Art, Chicago, USA; Centro de Arte Reina Sofía, Madrid; Centre Georges Pompidou, París, Frankreich;
- 2003: San Francisco Museum of Modern Art, San Francisco
- 2007: Retrospectiva, Haus der Kunst, München (auch 2009: National Gallery of Victoria, Melbourne); Monika Sprüth Philomene Magers, London; Istanbul Modern, Estambul; Kunstmuseum Basel
- 2008: Cocoon / Frankfurt ..., Museum für Moderne Kunst, Frankfurt; Haus Lange und Haus Esters, Krefeld
- 2009: Works 80-08, Moderna Museet, Estocolmo
- 2012: Louisiana Museum für Moderne Kunst, Humlebaek
- 2012: Museum Kunstpalast, Düsseldorf (23 de septiembre de 2012 – 3 de febrero de 2013)
- 2013: Langenberg "La feldad de Thomas Austermann (2 a 28 de febrero de 2013)

## Premios
- 1989: Premio Especial del estado de Renania del Norte-Westfalia a jóvenes artistas
- 1989: Primer premio alemán en el “Deutscher Photopreis” de la Caja de Stuttgart.
- 1991: Premio Renata
- 1998: Premio Fotográfico Citibank
- 2003: Premio Wilhelm-Loth, Darmstadt
- 2008: Premio Kaiserring de la ciudad de Goslar
- 2009: Premio cultural “Oso de Berlín”